# 余濟美
余濟美（英語：Jimmy Chai-mei Yu，1956年—），現任香港中文大學化學系教授，聯合書院院長。他早年於福建南安出生。三歲時隨母親來到香港北角定居，後來移居秀茂坪下邨。父親則長期在菲律賓工作。余曾經就讀福建中學小學部和中華基督教會基秀小學。中學入讀中華基督教會基智中學（1974年畢業），畢業後升讀香港浸會學院和聖馬丁學院，後來在愛達荷大學取得環境分析化學博士學位。90年代中，為了讓3名兒子更好地學習中文，回流香港到中文大學任教。